# Jean-Baptiste Ama
Pour les articles homonymes, voir Ama.
Jean-Baptiste Ama, né le 20 août 1926 à Koundou dans la Région du Centre et mort le 29 février 2004, est un prélat catholique camerounais. Il est successivement évêque de Sangmélima de 1983 à 1991, évêque d'Ebolowa-Kribi de 1991 à 2002, puis évêque émérite d'Ebolowa-Kribi.

## Biographie
Il est ordonné prêtre le 4 juin 1955, nommé évêque auxiliaire de Yaoundé et évêque titulaire d'Accia (de) le 12 décembre 1974, puis évêque de Sangmélima le 22 juillet 1983 et évêque d'Ebolowa-Kribi le 20 mai 1991, charge qu'il conserve jusqu'à sa retraite le 15 mars 2002. Jean Mbarga lui succède.